# Рязан цвят
Рязан цвят (отрязано цвете) е техника на разпространение на цветя или цветни пъпки (често с малко стъбло и лист), които са отрязани от растението, което го носи. Обикновено рязаният цвят служи за декоративна употреба. Типичните приложения са във вази, венци и гирлянди. Много градинари прибират собствени отрязани цветя от домашни градини, но в повечето страни има значителна флорална индустрия за отрязани цветя. Отглежданите растения варират в зависимост от климата, културата и нивото на богатство на местно ниво. Често растенията се отглеждат специално за целта, в полски или оранжерийни условия за отглеждане. Рязан цвят може да бъде събран също от дивата природа.
Отглеждането и търговията с цветя е специализация в градинарството, по-специално цветарството.

## Култивация
Отглеждането на цветя предназначени за рязан цвят е интензивно, обикновено на базата на парникови монокултури и изисква големи количества силно токсични пестициди, остатъци от които често все още могат да бъдат намерени в магазините за цветя върху вносни цветя.
Тези факти стимулират развитието на движения като „Slow Flowers“, които разпространяват устойчиво цветарство в самата страна на потребление (САЩ, Канада).

## Приложения
Рязаният цвят често се използва за цветарство, обикновено за декорация в къща или сграда. Обикновено отрязаните цветя се поставят във ваза. Използват се редица подобни видове декорации, особено в по-големи сгради и на събития като сватби. Те често са украсени с допълнителна зеленина. В някои култури основната употреба на отрязани цветя е за поклонение; това може да се види особено в Южна и Югоизточна Азия.
Понякога цветята се берат, вместо да се режат, без да има откъснато значително листо или стъбло. Такива цветя могат да се използват за носене в косата или в отвора за копчета. Маси от цветя могат да се използват за поръсване, подобно на конфетите.
Гирляндите, венците и букетите са основните извлечени продукти добавящи стойност.

## Популярни видове
Сред най-популярните видове и родове в световната търговия с отрязани цветя са следните:
- Alstroemeria
- Aster
- Banksias
- Begonias
- Bellflower Campanula
- Bird of Paradise (Strelitzia reginae)
- Bulb flowers, mostly available in spring
  - Daffodils
  - Freesia
  - Tulips
- Busy lizzies
- Carnations (Dianthus caryophyllus)
- Chinese lantern (Physalis alkekengi)
- Chrysanthemum
- Clematis
- Cyclamen
- Daisies
- Delphiniums
- Epacris impressa
- Fuchsia
- Gardenia
- Geraniums
- Gerberas
- Gladioli
- Gladiolus
- Gumamela
- Gypsophila
- Heather (Calluna vulgaris)
- Hydrangeas
- Iris
- Lavender (Lavendula)
- Leucadendron
- Lilac
- Lilies (Lilium)
  - Stargazer Lily
- Lobelias
- Love Lies Bleeding (Amaranthus caudatus)
- Love-in-a-Mist (Nigella)
- Oleander
- Orchids
  - Cooktown Orchid
- Pansy
- Pelargoniums
- Petunias
- Plumeria
- Poinsettia
- Primrose (Primulaceae)
- Protea
- Red and Green Kangaroo Paw
- Roses (Rosa)
- Royal Bluebell
- Sampaguita
- Snapdragon
- Sturt's Desert Rose
- Sunflowers (Helianthus annuus)
- Tasmanian Blue Gum
- Verbenas
- Waratah
- White trillium
- Ylang Ylang

Не се споменават различни диви цветя, в зависимост от сезона и страната.